# Babyshambles
Babyshambles – brytyjski zespół rockowy założony w 2003 roku przez wokalistę i gitarzystę Pete’a Doherty’ego znanego z występów w zespole The Libertines. Od 2013 roku w skład wchodzą również gitarzysta Mick Whitnall, basista Drew McConnell oraz perkusista Adam Falkner.

## Muzycy
| Obecny skład zespołu - Pete Doherty – wokal prowadzący, gitara rytmiczna (od 2003) - Mick Whitnall – gitara prowadząca (od 2006) - Drew McConnell – gitara basowa, wokal wspierający (od 2004) - Adam Falkner – perkusja, instrumenty perkusyjne (od 2013) |  | Byli członkowie zespołu - Patrick Walden – gitara prowadząca (2004–2006) - Gemma Clarke – perkusja, instrumenty perkusyjne (2003–2005) - Adam Ficek – perkusja, instrumenty perkusyjne (2005–2010) - Danny Goffey – perkusja, instrumenty perkusyjne (2010) - Jamie Morrison – perkusja, instrumenty perkusyjne (2012) |

## Dyskografia
Albumy studyjne
| Down in Albion                          | - Data: 14 listopada 2005 - Wydawca: Rough Trade  | 10 | 72 | 46 | 93 | 52 | - UK: złota płyta |
| Shotter's Nation                        | - Data: 1 października 2007 - Wydawca: Parlophone | 5  | 17 | 18 | 29 | 14 | - UK: złota płyta |
| Sequel to the Prequel                   | - Data: 2 września 2013 - Wydawca: Parlophone     | 10 | 20 | 10 | 4  | 8  |                   |
| „–” oznacza, że album nie był notowany. |                                                   |    |    |    |    |    |                   |

Minialbumy
| Tytuł           | Dane dot. albumu                             | Pozycja na liście | Pozycja na liście |
| Tytuł           | Dane dot. albumu                             | UK                | GER               |
| --------------- | -------------------------------------------- | ----------------- | ----------------- |
| The Blinding EP | - Data: 4 grudnia 2006 - Wydawca: Parlophone | 62                | 66                |

Albumy koncertowe
| Tytuł                  | Dane dot. albumu                             | Pozycja na liście |
| Tytuł                  | Dane dot. albumu                             | FRA               |
| ---------------------- | -------------------------------------------- | ----------------- |
| Oh! What A Lovely Tour | - Data: 2 czerwca 2008 - Wydawca: Parlophone | 87                |

Single
| „Babyshambles”                           | 2004 | –  | –  | –                     |
| „Killamangiro”                           | 2004 | 8  | –  | –                     |
| „Fuck Forever”                           | 2005 | 4  | –  | Down in Albion        |
| „Albion”                                 | 2005 | 8  | –  | Down in Albion        |
| „Janie Jones”                            | 2006 | 17 | –  | –                     |
| „Delivery”                               | 2007 | 6  | 84 | Shotter's Nation      |
| „You Talk”                               | 2007 | 54 | –  | Shotter's Nation      |
| „Nothing Comes to Nothing”               | 2013 | –  | –  | Sequel to the Prequel |
| „Fall From Grace”                        | 2013 | –  | –  | Sequel to the Prequel |
| „–” oznacza, że singel nie był notowany. |      |    |    |                       |

Albumy wideo
| Tytuł                                | Dane dot. albumu                                 |
| ------------------------------------ | ------------------------------------------------ |
| Up the Shambles – Live in Manchester | - Data: 6 listopada 2007 - Wydawca: Eagle Vision |
| Oh What A Lovely Tour                | - Data: 2 czerwca 2008 - Wydawca: Parlophone     |